# 俄式反語
俄式反語（英語：Russian Reversal），又稱俄式倒裝或蘇俄反語，是一種惡搞的句子語法。由於俄語句子當強調賓語時可為賓謂主語序（OVS），這種「反轉法」的特點是將主語（通常是「你」）及賓語掉轉，通常以嘲諷為目的。
這種語法由烏克蘭喜劇演員雅科夫·思美洛始創，用作嘲諷蘇聯的黑暗。當中以此句最為著名：
|  | In USA, you find a party; In USSR, Party finds you! |

意思為：「在美國，你找黨（派对）；在蘇聯，黨找你！（“派对”与“党”的英文相同）」

## 外部連結
- Branson Missouri news article re Smirnoff（页面存档备份，存于）